# Notozomus majesticus
Notozomus majesticus är en spindeldjursart som beskrevs av Harvey 2000. Notozomus majesticus ingår i släktet Notozomus och familjen Hubbardiidae. Inga underarter finns listade i Catalogue of Life.